# CCC Polsat Polkowice/2011
Deze pagina geeft een overzicht van de CCC Polsat Polkowice wielerploeg in 2011. 

## Algemeen
Sponsors: CCC, Polsat (televisiezender)
Algemeen manager: Krzysztof Korsak
Ploegleiders: Marek Leśniewski, Piotr Wadecki, Robert Krajewski
Fietsmerk: Merida

## Renners
| Naam                  | Geboortedatum | Nationaliteit | Ploeg 2010           |
| --------------------- | ------------- | ------------- | -------------------- |
| Dariusz Batek         | 27-04-1986    | Polen         |                      |
| Łukasz Bodnar         | 10-05-1982    | Polen         |                      |
| Paweł Charucki        | 14-10-1988    | Polen         | Geen ploeg           |
| Adrian Honkisz        | 27-02-1988    | Polen         |                      |
| Błažej Janiaczyk      | 27-01-1983    | Polen         | Mróz-Active Jet      |
| Sylwester Janiszewski | 24-01-1988    | Polen         |                      |
| Tomasz Kiendyś        | 23-06-1977    | Polen         |                      |
| Tomasz Marczyński     | 06-03-1984    | Polen         |                      |
| Bartłomiej Matysiak   | 11-09-1984    | Polen         |                      |
| José Mendes           | 24-04-1985    | Portugal      | LA-Rota dos Moveis   |
| Jacek Morajko         | 26-04-1981    | Polen         | Mróz-Active Jet      |
| Rafał Ratajczyk       | 05-04-1983    | Polen         | Geen ploeg           |
| Tomasz Repinski       | 27-01-1987    | Polen         |                      |
| Marek Rutkiewicz      | 08-05-1981    | Polen         | Mróz-Active Jet      |
| André Schulze         | 21-11-1974    | Duitsland     | PSK Whirlpool-Author |
| Tomasz Smoleń         | 03-02-1983    | Polen         |                      |
| Mateusz Taciak        | 19-06-1984    | Polen         | Mróz-Active Jet      |
| Mariusz Witecki       | 10-05-1981    | Polen         | Mróz-Active Jet      |
| Kamil Zieliński       | 03-03-1988    | Polen         |                      |

## Belangrijke overwinningen

### Wegwielrennen
| Memoriał Andrzeja Trochanowskiego Winnaar: André Schulze Szlakiem Grodow Piastowskich 4e etappe: Marek Rutkiewicz Baltyk-Karkonosze-Tour 2e etappe: Błažej Janiaczyk 4e etappe: Kamil Zieliński Neuseen Classics-Rund um die Braunkohle Winnaar: André Schulze Ronde van Małopolska 2e etappe: Marek Rutkiewicz Eindklassement: Tomasz Marczyński | Nationale kampioenschappen wielrennen Polen - wegrit: Tomasz Marczyński Polen - tijdrit: Tomasz Marczyński Koers van de Olympische Solidariteit 2e etappe: André Schulze Ronde van het Qinghaimeer 2e etappe: Mateusz Taciak Ronde van Mazovië Proloog: André Schulze Beker van de Subkarpaten Winnaar: Jacek Morajko Puchar Ministra Obrony Narodowej Winnaar: Tomasz Kiendyś |

### Baanwielrennen
Europese kampioenschappen baanwielrennen
Puntenkoers: Rafał Ratajczyk
2000 · 2001 · 2002 · 2003 · 2004 · 2005 · 2006 · 2007 · 2008 · 2009 · 2010 · 2011 · 2012 · 2013 · 2014 · 2015 · 2016 · 2017 · 2018 · 2019 · 2020